# Pseudoparatettix mindoroensis
Pseudoparatettix mindoroensis är en insektsart som beskrevs av Günther, K. 1939. Pseudoparatettix mindoroensis ingår i släktet Pseudoparatettix och familjen torngräshoppor. Inga underarter finns listade i Catalogue of Life.